# Bogoštica (rivière)
Pour l’article homonyme, voir Bogoštica.
La Bogoštica (en serbe cyrillique : Богоштица) est une rivière de Serbie. Elle est un des bras formant la rivière Likodra. Elle fait partie du bassin versant de la mer Noire.
La Bogoštica traverse la région de Rađevina, au nord-ouest de la Serbie centrale. Dans son parcours, elle longe les monts de la Sokolska planina. À la hauteur de Krupanj, elle rejoint les rivières Čađavica et Kržava, pour former avec elles la Likodra, qui elle-même se jette plus loin dans le Jadar.